# Sítio d'Abadia
Sítio d'Abadia là một đô thị thuộc bang Goiás, Brasil. Đô thị này có diện tích 1598,337 km², dân số năm 2007 là 2631 người, mật độ 1,6 người/km².